# Юкта
Юкта — посёлок в Эвенкийском районе Красноярского края.
Образует сельское поселение посёлок Юкта как единственный населённый пункт в его составе. Относится к Илимпийской группе поселений.
До 2002 года согласно Закону об административно-территориальном устройстве Эвенкийского автономного округа — село.

## География
Расположен на левом берегу реки Нижняя Тунгуска, в 7 км вверх по течению от устья реки Илимпея. Название Юкта (эвенк. Ю̄ктэ) в переводе с эвенкийского означает «родник».

## История
Посёлок, в прошлом носивший имя Усть-Илимпея, был образован в 1923 году. В тот период он территориально относился к Катангскому району Иркутской области. Затем появилась необходимость присоединить группу эвенков, обслуживаемых факторию Усть-Илимпея вместе с осваиваемой ими территорией к Эвенкийскому национальному округу. Это произошло в 1931 году.

## Население
| 2010 | 2012 | 2013 | 2014 | 2015 | 2016 | 2017 |
| ---- | ---- | ---- | ---- | ---- | ---- | ---- |
| 102  | ↗104 | ↘98  | ↘90  | ↘89  | ↘84  | ↗88  |
| 2018 | 2019 | 2020 | 2021 |      |      |      |
| ↘87  | ↗92  | ↘84  | ↗88  |      |      |      |

По данным Всероссийской переписи населения 2010 года:
| № | Национальность | Численность, чел. | Доля   |
| - | -------------- | ----------------- | ------ |
| 1 | эвенки         | 69                | 67,7 % |
| 2 | русские        | 25                | 24,5 % |
| 3 | другие         | 8                 | 7,8 %  |

## Местное самоуправление
Юктинский поселковый Совет депутатов II созыва
Дата избрания: 08.09.2024. Срок полномочий: 5 лет. Количество депутатов: 7. Председатель Совета: Алексеева Ольга Эдуардовна.
| Фракция        | Кол-во депутатов |
| -------------- | ---------------- |
| Единая Россия  | 6                |
| Самовыдвижение | 1                |

Глава поселка
- Алексеева Ольга Эдуардовна. Дата избрания: 23.03.2014. Дата переизбрания: 11.09.2022. Срок полномочий: 4 года

Прежние главы поселка
- Шляпникова Надежда Павловна — глава до 2003 года.
- Сысоева Ляна Николаевна — глава с 2003 по 2006 год.
- Троицкий Леонид Петрович — глава с 2006 по 2010 год.
- Сотников Евгений Васильевич — глава с 2010 по 2014 год.